# Конвенто (Болоња)
Конвенто (итал. Convento) је насеље у Италији у округу Болоња, региону Емилија-Ромања.
Према процени из 2011. у насељу је живело 44 становника. Насеље се налази на надморској висини од 81 м.